# SummerSlam (2019)
SummerSlam 2019 a fost cea de-a 32-a ediție a pay-per-view-ului anual SummerSlam organizat de WWE. Evenimentul a avut loc pe 11 august 2019, evenimentul fiind găzduit deScotiabank Arena în Toronto, Canada. Melodia oficială a fost "Go" interpretată de cei de la The Black Keys.

## Rezultate
- Kick-Off: Drew Gulak l-a învins pe Oney Lorcan păstrându-și campionatul WWE Cruiserweight Championship (8:45)[4]
  - Gulak l-a numărat pe Lorcan după un «Cyclone Clash».
- Kick-Off: Buddy Murphy l-a învins pe Apollo Crews prin descalificare (4:20)[5]
  - Crews a fost descalificat după ce Rowan l-a atacat pe Murphy.
- Kick-Off: Alexa Bliss și Nikki Cross (c) le-a învins pe The IIconics (Billie Kay & Peyton Royce) păstrându-și campionatele WWE Women's Tag Team Championship (6:15)[6]
  - Bliss a numărat-o pe Royce după un «Twisted Bliss».
- Becky Lynch (c) a învins-o pe Natalya într-un Submission match păstrându-și campionatul WWE Raw Women's Championship (12:35)[7]
  - Lynch a făcut-o pe Natalya să cedeze cu un «Dis-Arm-Her».
- Goldberg l-a învins pe Dolph Ziggler (1:50)[8]
  - Goldberg l-a numărat pe Ziggler după un «Spear» și un «Jackhammer».
- AJ Styles (c) (însoțit de Luke Gallows și Karl Anderson) l-a învins pe Ricochet păstrându-și campionatul WWE United States Championship (13:00)[9]
  - Styles l-a numărat pe Ricochet după un «Styles Clash».
  - În timpul luptei, Gallows și Anderson au intervenit în favoarea lui Styles iar după meci, l-au atacat pe Ricochet.
- Bayley (c) a învins-o pe Ember Moon păstrându-și campionatul WWE SmackDown Women's Championship (10:00)[10]
  - Bayley a numărat-o pe Moon după un «Bayley-to-Belly» de pe a treia coardă.
- Kevin Owens l-a învins pe Shane McMahon (însoțit de Elias) (9:20)[11]
  - Owens l-a numărat pe McMahon după un «Low Blow» și un «Stunner».
  - În timpul luptei, Elias a intervenit în favoarea lui McMahon.
  - Dacă Owens pierdea lupta, trebuia să plece din WWE.
- Charlotte Flair a învins-o pe Trish Stratus (17:20)[12]
  - Charlotte a făcut-o pe Stratus să cedeze cu un «Figure Eight».
  - Aceasta a fost lupta de retragere pentru Stratus.
- Campionul WWE Kofi Kingston (c) împotriva lui Randy Orton s-a terminat fără rezultat (16:45)[13]
  - Ambii au fost numărați până la 10 în afara ringului.
  - După luptă, Kingston l-a atacat pe Orton.
- "The Fiend" Bray Wyatt l-a învins pe Finn Bálor (3:25)[14]
  - Wyatt l-a numărat pe Bálor după un «Mandible Claw».
- Seth Rollins l-a învins pe Brock Lesnar (c) (însoțit de Paul Heyman) câștigând campionatul WWE Universal Championship (13:25)[15]
  - Rollins l-a numărat pe Lesnar după un «Curb Stomp».